# Mortes em maio de 2013
Mortes em 2013: ← Janeiro – Fevereiro – Março – Abril – Maio – Junho – Julho – Agosto – Setembro – Outubro – Novembro – Dezembro →
Esta é uma relação de pessoas notáveis que morreram durante o mês de maio de 2013, listando nome, nacionalidade, ocupação e ano de nascimento.

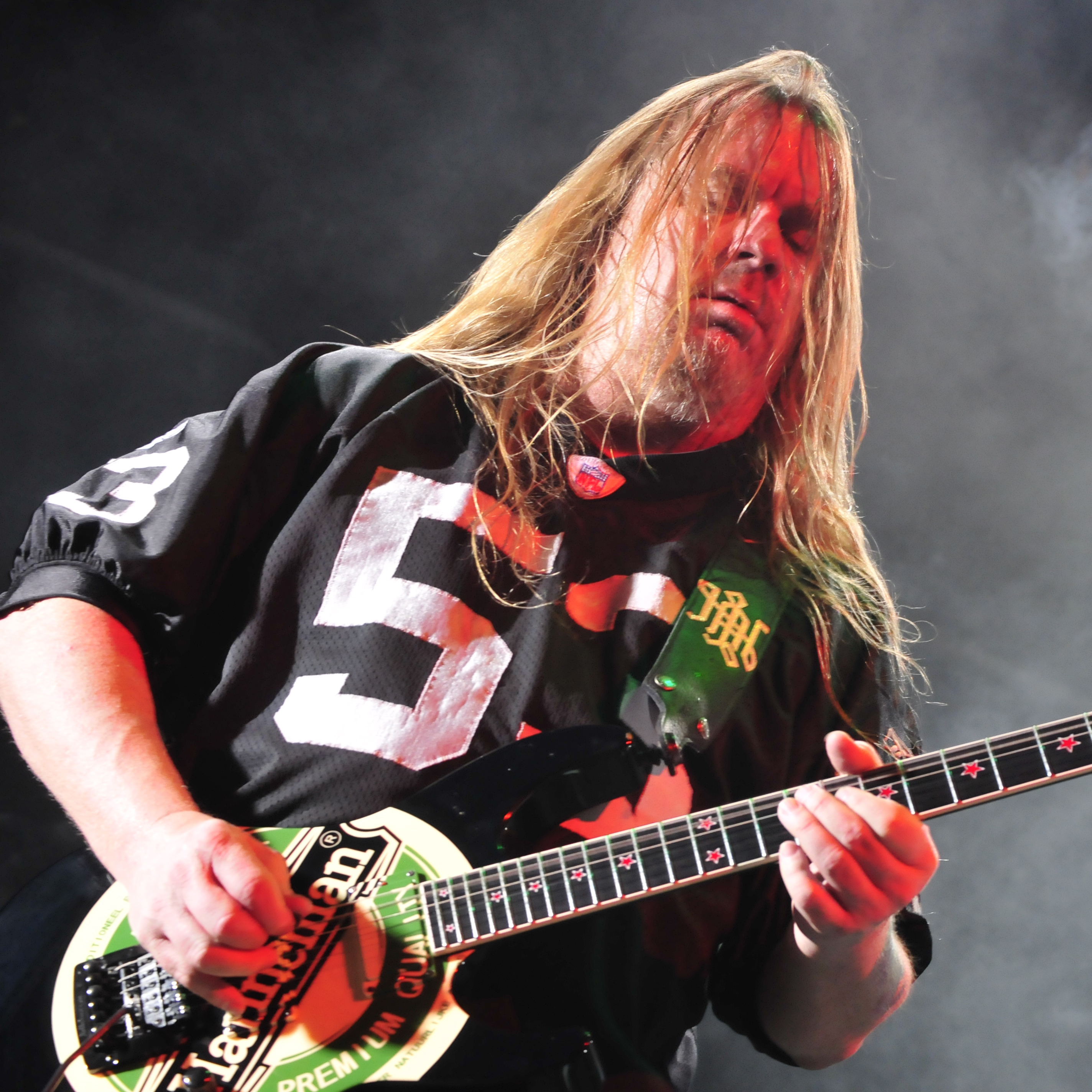
Jeff Hanneman, músico estadunidense

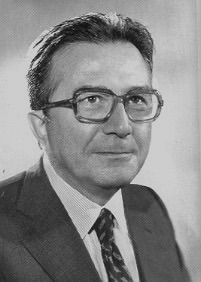
Giulio Andreotti, ex-primeiro-ministro italiano

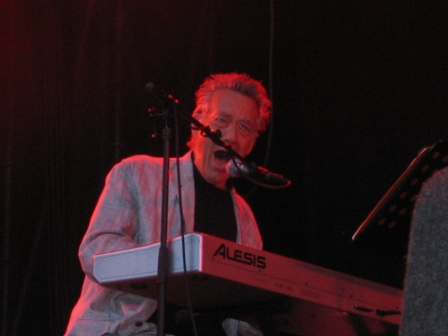
Ray Manzarek, músico estadunidense

| Dia | Nome                                 | Profissão ou motivo de reconhecimento | País de nascimento | Ano de nasc. | Ref           |
| --- | ------------------------------------ | ------------------------------------- | ------------------ | ------------ | ------------- |
| 1   | Pierre Pleimelding                   | Futebolista e treinador               | França             | 1952         | [ 1 ]         |
| 2   | Ivan Turina                          | Futebolista                           | Croácia            | 1980         | [ 2 ]         |
| 2   | Jeff Hanneman                        | Músico                                | Estados Unidos     | 1964         | [ 3 ]         |
| 3   | Brad Drewett                         | Tenista e dirigente                   | Austrália          | 1958         | [ 4 ]         |
| 3   | Nado                                 | Futebolista                           | Brasil             | 1938         | [ 5 ]         |
| 4   | Christian de Duve                    | Cientista                             | Bélgica            | 1917         | [ 6 ]         |
| 5   | Leif Preus                           | Fotógrafo                             | Bélgica            | 1928         |               |
| 5   | Robert Ressler                       | Autor                                 | Estados Unidos     | 1937         |               |
| 5   | Peu Sousa                            | Guitarrista                           | Brasil             | 1977         |               |
| 6   | Giulio Andreotti                     | Ex-primeiro-ministro                  | Itália             | 1919         | [ 7 ]         |
| 7   | Ray Harryhausen                      | Produtor cinematográfico              | Estados Unidos     | 1920         | [ 8 ]         |
| 9   | Andrew Simpson                       | Velejador                             | Inglaterra         | 1976         | [ 9 ] [ 10 ]  |
| 9   | Alfredo Landa                        | Ator                                  | Espanha            | 1933         | [ 11 ]        |
| 10  | Barbara Brenner                      | Ativista                              | Estados Unidos     | 1951         |               |
| 11  | Joe Farman                           | Geofisico                             | Estados Unidos     | 1930         |               |
| 12  | George William Gray                  | Quimico                               | Estados Unidos     | 1926         |               |
| 12  | Kenneth Waltz                        | Professor                             | Estados Unidos     | 1924         |               |
| 13  | Hedda Bolgar                         | Psicanalista                          | Estados Unidos     | 1909         |               |
| 15  | Henrique Rosa                        | Ex-presidente                         | Guiné-Bissau       | 1946         | [ 12 ]        |
| 16  | Heinrich Rohrer                      | Físico                                | Guiné-Bissau       | 1933         |               |
| 17  | Jorge Rafael Videla                  | Ex-ditador                            | Argentina          | 1925         | [ 13 ]        |
| 17  | Philippe Gaumont                     | Ciclista                              | França             | 1973         | [ 14 ]        |
| 18  | Steve Forrest                        | Ator                                  | Estados Unidos     | 1925         | [ 15 ]        |
| 18  | Aleksei Balabanov                    | Cineasta                              | Rússia             | 1959         | [ 16 ]        |
| 18  | Nam Duck-woo                         | Ex-primeiro-ministro                  | Coreia do Sul      | 1924         | [ 17 ]        |
| 18  | Arthur Malet                         | Ator e dublador                       | Inglaterra         | 1927         |               |
| 19  | Alberto Tamer                        | Jornalista                            | Brasil             | 1931         | [ 18 ]        |
| 20  | Ray Manzarek                         | Cantor e músico                       | Estados Unidos     | 1939         | [ 19 ] [ 20 ] |
| 21  | Trevor Bolder                        | Músico                                | Inglaterra         | 1950         | [ 21 ]        |
| 21  | Ruy Mesquita                         | Jornalista                            | Brasil             | 1925         | [ 22 ]        |
| 22  | Henri Dutilleux                      | Compositor                            | França             | 1916         | [ 23 ]        |
| 23  | Georges Moustaki                     | Cantor                                | Egito/ França      | 1932         | [ 24 ]        |
| 23  | Flynn Robinson                       | Basquetebolista                       | Estados Unidos     | 1941         | [ 25 ]        |
| 23  | Maurício de Hesse                    | Nobre                                 | Alemanha           | 1926         | [ 26 ]        |
| 24  | Antonio Puchades                     | Futebolista                           | Espanha            | 1925         | [ 27 ]        |
| 24  | Pyotr Todorovsky                     | Cineasta                              | Rússia             | 1925         | [ 28 ]        |
| 24  | Michel Crozier                       | Sociólogo                             | França             | 1922         | [ 29 ]        |
| 24  | Raúl "Chóforo" Padilla               | Ator                                  | México             | 1940         | [ 30 ]        |
| 25  | Walt Budko                           | Jogador de basquete                   | Estados Unidos     | 1925         |               |
| 26  | Roberto Civita                       | Empresário                            | Brasil             | 1936         | [ 31 ]        |
| 27  | Ingrid Visser                        | Jogadora de vôlei                     | Países Baixos      | 1977         | [ 32 ]        |
| 27  | Silvério Jarbas Paulo de Albuquerque | Bispo                                 | Brasil             | 1917         | [ 33 ]        |
| 28  | Nino Bibbia                          | Atleta de skeleton                    | Itália             | 1922         | [ 34 ]        |
| 29  | Márcio Ribeiro                       | Ator e apresentador                   | Brasil             | 1964         | [ 35 ]        |
| 29  | Ramón Aguirre Suárez                 | Futebolista                           | Argentina          | 1944         | [ 36 ]        |
| 31  | Jean Stapleton                       | Atriz                                 | Estados Unidos     | 1923         |               |